# Shake (Software)
Shake ist eine eingestellte Compositing-Software, die in der Postproduktion zur Verarbeitung von digitalen Filmaufnahmen und computergenerierten Bildern mit Bildverarbeitungseffekten eingesetzt wurde. Das Programm arbeitet mit einem Node-basierten Workflow und unterstützt eine Farbtiefe von bis zu 32 Bit pro Kanal.

## Historie
Ursprünglich wurde Shake von der Firma Nothing Real als reines Kommandozeilen-Werkzeug, also ohne grafische Benutzeroberfläche, entwickelt. Auf der Broadcast-Messe NAB Show in Las Vegas wurde das Programm für Windows und Linux 1999 zum ersten Mal vorgestellt. Im Februar 2002 kaufte Apple Nothing Real auf. Mit der Vorstellung der Version 4.1 für macOS im Juni 2006 beendete Apple offiziell die Entwicklung von Shake. Seit 30. Juli 2009 leitet der Link zu Shake auf der Apple Homepage nur mehr auf die Seite von Final Cut Pro weiter. Alternativen zu Shake sind Nuke von The Foundry, Fusion von Blackmagic Design, After Effects von Adobe, Combustion von Autodesk, sowie Natron oder Blender als Open-Source-Alternative.

## Versionen
- Version 4.1: macOS Universal Binary, Linux
- Version 4: macOS, Linux
- Version 3: Mac OS X, IRIX, Linux
- Version 2.5: Mac OS X, IRIX, Linux, Windows
- Version 2: IRIX, Linux, Windows

## Verwendung

### Oscar
Sieben Jahre in Folge ging der Oscar für Visuelle Effekte an Filme, bei denen neben Produkten von Avid, discreet, Alias, eyeon und zahlreichen anderen Herstellern auch mit Hilfe von Shake produziert wurde.
- 1997: Robert Legato, Mark Lasoff, Thomas L. Fisher, Michael Kanfer – Titanic
- 1998: Joel Hynek, Nicholas Brooks, Stuart Robertson and Kevin Mack – Hinter dem Horizont
- 1999: John Gaeta, Janek Sirrs, Steve Courtley, und Jon Thum – Matrix
- 2000: John Nelson, Neil Corbould, Tim Burke, Rob Harvey – Gladiator
- 2001: Jim Rygiel, Randall William Cook, Richard Taylor und Mark Stetson – Der Herr der Ringe: Die Gefährten
- 2002: Jim Rygiel, Joe Letteri, Randall William Cook und Alex Funke – Der Herr der Ringe: Die zwei Türme
- 2003: Jim Rygiel, Joe Letteri, Randall William Cook und Alex Funke – Der Herr der Ringe: Die Rückkehr des Königs